# Ubinas

Carte du district d'Ubinas

Le district péruvien d'Ubinas, est un district de la province de Sánchez Cerro, département de Moquegua, au sud du pays.
Il est accessible par la route en provenance d'Arequipa. On y élève des bovins, des lamas et des alpagas.
Le stratovolcan Ubinas (5 672 m d'altitude) est situé sur son territoire.